# Цилиндропунция тонкостебельная
Цилиндропунция тонкостебельная (лат. Cylindropuntia leptocaulis) — кактус рода Цилиндропунция, растущий в пустынных районах Аризоны, Оклахомы, Техаса и севера Мексики. Плоды ярко-красного цвета вызревают к декабрю и держатся большую часть зимы, что в английском закрепило за растением название «пустынный Рождественский кактус» (desert Christmas cactus).
Не следует путать с шлюмбергерой, совсем иным родом декоративных кактусов, которые из-за периода цветения в декабре получили название «Рождественский кактус».

## Описание
Растение относится к роду кактусов кустарникого типа, с пучком тонких ветвящихся стволов. Такой тип кактусов называется заимствованным из испанского словом «чо́йя» (cholla, встречается также транслитерация «чолла»), откуда другое название «Рождественская чойя» (Christmas cholla).
Высота куста в среднем 60 см, стволы очень тонкие (около 6 мм). Цветение начинается в мае-июне. Мелкие (около 13 мм) цветки бледно-жёлтого цвета раскрываются лишь за три часа до захода солнца и вновь закрываются после заката. Это необычное поведение пока не получило однозначного объяснения. Во всяком случае это не удалось связать с каким-либо особым способом опыления.
Созревшие плоды похожи на вытянутые ягоды ярко-красного цвета, держатся на растении большую часть зимы.
Несмотря на яркий цвет плодов, этот кактус порой трудно заметить на местности, так как он предпочитает расти в гуще других кустарников или высокой травы.